# Cellule photoélectrochimique
 (janvier 2022).
Si vous disposez d'ouvrages ou d'articles de référence ou si vous connaissez des sites web de qualité traitant du thème abordé ici, merci de compléter l'article en donnant les références utiles à sa vérifiabilité et en les liant à la section « Notes et références ».
Une cellule photoélectrochimique utilise la lumière et des réactions chimiques pour produire de l'électricité.

## La cellule à photolyse
C'est un composant électronique qui, exposé à la lumière (photon), décompose l'eau en oxygène et hydrogène. On peut ensuite utiliser cet hydrogène dans des piles à combustible ou des moteurs à hydrogène.
Une telle cellule  photoélectrochimique est formée d'une électrode photosensible immergée dans un électrolyte ou dans de l'eau.
Ce procédé de photolyse présente l'avantage sur la filière photovoltaïque de supprimer la nécessité de transport du courant électrique entre la centrale solaire photovoltaïque et les installations de production de l'hydrogène par hydrolyse (la conversion directe apportant en outre un rendement supérieur).
La corrosion limite actuellement (2006), à 240 heures la durée de vie de ces composants alors que leur seuil de rentabilité serait de 10 000 heures (soit plus de 41 fois plus).

## La cellule solaire nanocristalline à colorant
Appelée Cellule de Graetzel, elle s'inspire du processus de photosynthèse chlorophyllienne pour produire de l'électricité. 
Elle se compose d'une couche de dioxyde de titane TiO2 recouverte d'un côté d'un colorant sensibilisateur et de l'autre d'un gel électrolytique. 
Elle présente l'avantage de ne pas nécessiter une grande pureté des matériaux la constituant, à l'opposé des cellules photovoltaïques à semi-conducteur.
Son inconvénient reste la relative instabilité thermique et chimique de ses constituants.
Son rendement actuel dépasse les 15 %[réf. nécessaire].